# 朱家
朱家（？—？），魯国人，秦朝末年、前漢初期游侠人物。
朱家以任侠闻名，大肆藏匿豪强和亡命之徒，在关东势力很大。在刘邦即位后，他藏匿项羽的大将季布，季布也是楚的知名游侠。朱家通过夏侯婴，使季布脱罪，成为汉朝的重要大臣。

## 簡介
季布當年為項羽部將，因為作戰勇猛，屢屢圍困劉邦。劉邦消滅項羽後，就想找到季布以報舊仇，劉邦下令搜捕季布，通告如果有藏匿季布者，株連三族。季布躲藏在濮陽周氏處，周氏不得不向季布策劃道：“漢朝懸賞將軍，很急促，快追到臣家裏了，將軍能聽臣的話，臣就獻計；如果不能，臣就先自刎。”於是季布就聽從了周氏的安排，以轉讓奴隸的名義方式，總共數十人全部送到魯國著名遊俠朱家那裡。
朱家明白這是季布，所以就全都接收下來安置於自己的農莊中。並且告誡其子：“田裏的事情都聽從此奴的話，必定要與他一起用餐（給他主人等級的飲食）。”之後朱家便去了洛陽登門拜訪滕公夏侯嬰。夏侯嬰熱情接待了朱家，歡飲數日之後，朱家因之詢問道：“季布犯了甚麼大罪，陛下抓他抓得那麼急？”夏侯嬰回答說：“季布好幾次幫項羽圍困陛下，陛下很恨他，所以一定要抓到他。”朱家接著追問：“您覺得季布是甚麼樣的人？”夏侯嬰說道：“賢能的人。”由此朱家向夏侯嬰分析道：「大家是各為其主，季布為項籍所用，是職責所在啊。項氏的臣子殺得完麼？現在陛下剛剛得到天下，獨以自己之私怨追殺一人，這表示出漢朝天下何等狹窄啊！且以季布的賢能，而漢朝抓得那麼急，他不北邊投靠胡人，就是南逃到百越罷了。妒忌壯士來資助敵國，這就是伍子胥把楚平王鞭屍的經過了！您怎麼不好好地跟陛下說一下呢！」
夏侯嬰聽取了朱家的建議，幷以此成功地說服了劉邦赦免季布。當時，眾人物都在議論、讚歎季布能以如此摧剛為柔終然獲釋。朱家從此亦更加名重當世。季布尊貴之後，朱家終身再也沒有與季布私下見過面。史書所載，自函谷關以東，莫不延頸願交焉。原楚國地區的田仲也以游俠而著名於世，田仲精於劍術，也是非常出色的劍客，他以對待父親之禮幷終身服事朱家，且聲稱自己的品行遠遠不及朱家。

## 延伸阅读
[在维基数据编辑]
 《史記/卷124》，出自司馬遷《史記》
 《漢書·卷092》，出自班固《漢書》